# Тхеквондо на літніх Олімпійських іграх 2012 — кваліфікація
У змаганнях з тхеквондо на літніх Олімпійських іграх 2012 зможуть взяти участь 128 спортсменів, які змагатимуться за 8 комплектів нагород. Кожна країна може бути представлена не більше двома чоловіками та двома жінками.

## Правила кваліфікації
Квоти у кожній ваговій категорії для участі в Олімпійських іграх було розіграно на кількох міжнародних турнірах:
| Змагання                                    | Змагання                    | Дата                             | Місце     | Квота |
| ------------------------------------------- | --------------------------- | -------------------------------- | --------- | ----- |
| Світовий відбірковий турнір                 | Світовий відбірковий турнір | 30 червня — 3 липня 2011         | Баку      | 3     |
| Континентальні відбіркові турніри 2011–2012 | Азія                        | 4 листопада — 6 листопада 2011   | Бангкок   | 3     |
| Континентальні відбіркові турніри 2011–2012 | Америка                     | 18 листопада — 20 листопада 2011 | Мехіко    | 3     |
| Континентальні відбіркові турніри 2011–2012 | Африка                      | 11 січня — 12 січня 2012         | Порт-Саїд | 2     |
| Континентальні відбіркові турніри 2011–2012 | Європа                      | 27 січня — 29 січня 2012         | Казань    | 3     |
| Континентальні відбіркові турніри 2011–2012 | Океанія                     | 11 вересня 2011                  | Нумеа     | 1     |
| Всього                                      | Всього                      |                                  |           | 15    |

Ще 2 місця було віддано приймаючій країні (Велика Британія), яка сама вирішить у яких вагових категоріях буде брати участь. 2 місця в останніх двох категоріях було віддано за рішенням Тристоронньої комісії (МОК, АНОК, WTF).

## Розподіл квот

### Чоловіки

#### До 58 кг
| Змагання                                    | Змагання                    | Спортсмени                                                       |
| ------------------------------------------- | --------------------------- | ---------------------------------------------------------------- |
| Світовий відбірковий турнір                 | Світовий відбірковий турнір | Юліс Габріель Мерседес (DOM) Пен-Ек Каракет (THA) Лі Техун (KOR) |
| Континентальні відбіркові турніри 2011–2012 | Азія                        | Вей Чженьяо (TPE) Нурсултан Мамаєв (KAZ) Ле Хюн Чау (VIE)        |
| Континентальні відбіркові турніри 2011–2012 | Америка                     | Оскар Муньос (COL) Хейнер Ов'єдо (CRC) Дам'ян Вілья (MEX)        |
| Континентальні відбіркові турніри 2011–2012 | Африка                      | Тамер Баюмі (EGY) Мокдад Ель-Яміна (ALG)                         |
| Континентальні відбіркові турніри 2011–2012 | Європа                      | Олексій Денисенко (RUS) Хоель Гонсалес (ESP) Уно Санлі (SWE)     |
| Континентальні відбіркові турніри 2011–2012 | Океанія                     | Сафван Халіл (AUS)                                               |
| Запрошення Тристоронньої комісії            |                             |                                                                  |
| Всього                                      | Всього                      | 16                                                               |

#### До 68 кг
| Змагання                                    | Змагання                    | Спортсмени                                                           |
| ------------------------------------------- | --------------------------- | -------------------------------------------------------------------- |
| Світовий відбірковий турнір                 | Світовий відбірковий турнір | Мохаммед Бакер Мотамед (IRI) Сервет Тазегюль (TUR) Дієго Сілва (BRA) |
| Континентальні відбіркові турніри 2011–2012 | Азія                        | Мохаммад Абу-Лібдех (JOR) Дмитро Кім (UZB) Рогулла Нікпаї (AFG)      |
| Континентальні відбіркові турніри 2011–2012 | Америка                     | Ідуліо Іслас (MEX) Петер Лопес (PER) Терренс Дженнінгс (USA)         |
| Континентальні відбіркові турніри 2011–2012 | Африка                      | Давид Боуї (CAF) Іса Мохаммад (NGR)                                  |
| Континентальні відбіркові турніри 2011–2012 | Європа                      | Дамір Фейжіч (SRB) Міхаль Лонієвскі (POL) Григорій Гусаров (UKR)     |
| Континентальні відбіркові турніри 2011–2012 | Океанія                     | Логан Кемпбелл (NZL)                                                 |
| Приймаюча країна                            | Приймаюча країна            | (GBR)                                                                |
| Всього                                      | Всього                      | 16                                                                   |

#### До 80 кг
| Змагання                                    | Змагання                    | Спортсмени                                                          |
| ------------------------------------------- | --------------------------- | ------------------------------------------------------------------- |
| Світовий відбірковий турнір                 | Світовий відбірковий турнір | Рамін Азізов (AZE) Юсеф Карамі (IRI) Мауро Сармієнто (ITA)          |
| континентальні відбіркові турніри 2011–2012 | Азія                        | Несар Ахмад Бахаве (AFG) Расул Абдураїм (KGZ) Фарход Негматов (TJK) |
| континентальні відбіркові турніри 2011–2012 | Америка                     | Себастьян Крісманіч (ARG) Стівен Лопес (USA) Себастьєн Мішо (CAN)   |
| континентальні відбіркові турніри 2011–2012 | Африка                      | Іссам Шернубі (MAR) Абдельрахман Оссама (EGY)                       |
| континентальні відбіркові турніри 2011–2012 | Європа                      | Арман Єремян (ARM) Томмі Моллет (NED) Ніколас Гарсія (ESP)          |
| континентальні відбіркові турніри 2011–2012 | Океанія                     | Он Скотт (NZL)                                                      |
| Приймаюча країна                            | Приймаюча країна            | Лутало Мугаммад (GBR)                                               |
| Всього                                      | Всього                      | 16                                                                  |

#### Понад 80 кг
| Змагання                                    | Змагання                         | Спортсмени                                                               |
| ------------------------------------------- | -------------------------------- | ------------------------------------------------------------------------ |
| Світовий відбірковий турнір                 | Світовий відбірковий турнір      | Чха Дон Мін (KOR) Гаджі Умаров (RUS) Александрос Ніколаїдіс (GRE)        |
| Континентальні відбіркові турніри 2011–2012 | Азія                             | Лю Сяобо (CHN) Алішер Гулов (TJK) Акман Ергаш (UZB)                      |
| Континентальні відбіркові турніри 2011–2012 | Америка                          | Робеліс Деспейнь (CUB) Франсуа Куломбе-Фортьє (CAN) Кеннет Едвардс (JAM) |
| Континентальні відбіркові турніри 2011–2012 | Африка                           | Антоні Обаме (GAB) Чіка Чуквумерідже (NGR)                               |
| Континентальні відбіркові турніри 2011–2012 | Європа                           | Бахрі Танрікулу (TUR) Карло Молфетта (ITA) Іван Трайковіч (SLO)          |
| Континентальні відбіркові турніри 2011–2012 | Океанія                          | Кайно Томсен (SAM)                                                       |
| Запрошення Тристоронньої комісії            | Запрошення Тристоронньої комісії | Даба Модібо Кейта (MLI)                                                  |
| Всього                                      | Всього                           | 16                                                                       |

### Жінки

#### До 49 кг
| Змагання                                    | Змагання                    | спортсмени                                                   |
| ------------------------------------------- | --------------------------- | ------------------------------------------------------------ |
| Світовий відбірковий турнір                 | Світовий відбірковий турнір | У Цзін'юй (CHN) Люція Заніновіч (CRO) Ян Шуцзунь (TPE)       |
| Континентальні відбіркові турніри 2011–2012 | Азія                        | Чанатіп Сонхам (THA) Еріка Касахара (JPN) Дана Хайдар (JOR)  |
| Континентальні відбіркові турніри 2011–2012 | Америка                     | Елізабет Замора (GUA) Ханет Алегрія (MEX) Карола Лопес (ARG) |
| Континентальні відбіркові турніри 2011–2012 | Африка                      | Санаа Атабрур (MAR) Катерин Канг (CAF)                       |
| Континентальні відбіркові турніри 2011–2012 | Європа                      | Бріхітт Ягуе (ESP) Зюмейе Манц (GER) Христина Кім (RUS)      |
| Континентальні відбіркові турніри 2011–2012 | Океанія                     | Тереза Тона (PNG)                                            |
| Запрошення Тристоронньої комісії            |                             |                                                              |
| Всього                                      | Всього                      | 16                                                           |

#### До 57 кг
| Змагання                                    | Змагання                    | Спортсмени                                                    |
| ------------------------------------------- | --------------------------- | ------------------------------------------------------------- |
| Світовий відбірковий турнір                 | Світовий відбірковий турнір | Цзен Лічен (TPE) Хоу Юйчжо (CHN) Луція Занінович (CRO)        |
| Континентальні відбіркові турніри 2011–2012 | Азія                        | Рангсія Нісаісом (THA) Андреа Паолі (LIB) Маю Хамада (JPN)    |
| Континентальні відбіркові турніри 2011–2012 | Америка                     | Нідія Муньос (CUB) Єні Контрерас (CHI) Діана Лопес (USA)      |
| Континентальні відбіркові турніри 2011–2012 | Африка                      | Хедая Малак (EGY) Бінета Діедіу (SEN)                         |
| Континентальні відбіркові турніри 2011–2012 | Європа                      | Драгана Гладовіч (SRB) Суві Мікконен (FIN) Марлен Арнуа (FRA) |
| Континентальні відбіркові турніри 2011–2012 | Океанія                     | Робін Чхон (NZL)                                              |
| Приймаюча країна                            | Приймаюча країна            | Джейд Джонс (GBR)                                             |
| Всього                                      | Всього                      | 16                                                            |

#### До 67 кг
| Змагання                                    | Змагання                    | Спортсмени                                                                 |
| ------------------------------------------- | --------------------------- | -------------------------------------------------------------------------- |
| Світовий відбірковий турнір                 | Світовий відбірковий турнір | Фаріда Азізова (AZE) Хван Кьон Сон (KOR) Елін Юханссон (SWE)               |
| Континентальні відбіркові турніри 2011–2012 | Азія                        | Сусан Хаджіпур (IRI) Чу Хоанг Діу Лін (VIE) Гульнафіс Айтмухамбетова (KAZ) |
| Континентальні відбіркові турніри 2011–2012 | Америка                     | Карін Сержень (CAN) Пейдж Макферсон (USA) Андреа Бернард (GRN)             |
| Континентальні відбіркові турніри 2011–2012 | Африка                      | Сехам Савалхі (EGY) Рут Гбагбо (CIV)                                       |
| Континентальні відбіркові турніри 2011–2012 | Європа                      | Нур Татар (TUR) Гелена Фромм (GER) Франка Анич (SLO)                       |
| Континентальні відбіркові турніри 2011–2012 | Океанія                     | Кармен Мартон (AUS)                                                        |
| Приймаюча країна                            | Приймаюча країна            | (GBR)                                                                      |
| Всього                                      | Всього                      | 16                                                                         |

#### Понад 67 кг
| Змагання                                    | Змагання                    | Спортсмени                                                        |
| ------------------------------------------- | --------------------------- | ----------------------------------------------------------------- |
| Світовий відбірковий турнір                 | Світовий відбірковий турнір | Гладіс Епанг (FRA) Ан Се Бом (KOR) Анастасія Баришнікова (RUS)    |
| Континентальні відбіркові турніри 2011–2012 | Азія                        | Надін Давані (JOR) Феруза Ергешова (KAZ) Наталя Маматова (UZB)    |
| Континентальні відбіркові турніри 2011–2012 | Америка                     | Наталя Фалавінья (BRA) Марія Еспіноса (MEX) Гленіс Ернандес (CUB) |
| Континентальні відбіркові турніри 2011–2012 | Африка                      | Віам Діслам (MAR) Хаула Бен Хамза (TUN)                           |
| Континентальні відбіркові турніри 2011–2012 | Європа                      | Марина Конєва (UKR) Міліця Мандич (SRB) Нуша Райхер (SLO)         |
| Континентальні відбіркові турніри 2011–2012 | Океанія                     | Талітіга Кроулі (SAM)                                             |
| Запрошення Тристоронньої комісії            |                             |                                                                   |
| Всього                                      | Всього                      | 16                                                                |

## Кваліфіковані країни
| Країна                           | Чоловіки | Чоловіки | Чоловіки | Чоловіки    | Жінки    | Жінки    | Жінки    | Жінки       | Всього |
| Країна                           | До 58 кг | До 68 кг | До 80 кг | Понад 80 кг | До 49 кг | До 57 кг | До 67 кг | Понад 67 кг | Всього |
| -------------------------------- | -------- | -------- | -------- | ----------- | -------- | -------- | -------- | ----------- | ------ |
| Австралія                        | X        |          |          |             |          |          | X        |             | 2      |
| Азербайджан                      |          |          | X        |             |          |          | X        |             | 2      |
| Алжир                            | X        |          |          |             |          |          |          |             | 1      |
| Аргентина                        |          |          | X        |             | X        |          |          |             | 2      |
| Вірменія                         |          |          | X        |             |          |          |          |             | 1      |
| Афганістан                       |          | X        | X        |             |          |          |          |             | 2      |
| Бразилія                         |          | X        |          |             |          |          |          | X           | 2      |
| Велика Британія                  |          | X        | X        |             |          | X        | X        |             | 4      |
| В'єтнам                          | X        |          |          |             |          |          | X        |             | 2      |
| Габон                            |          |          |          | X           |          |          |          |             | 1      |
| Гватемала                        |          |          |          |             | X        |          |          |             | 1      |
| Німеччина                        |          |          |          |             | X        |          | X        |             | 2      |
| Гренада                          |          |          |          |             |          |          | X        |             | 1      |
| Греція                           |          |          |          | X           |          |          |          |             | 1      |
| Домініканська Республіка         | X        |          |          |             |          |          |          |             | 1      |
| Єгипет                           | X        |          | X        |             |          | X        | X        |             | 4      |
| Йорданія                         |          | X        |          |             | X        |          |          | X           | 3      |
| Іран                             |          | X        | X        |             |          |          | X        |             | 3      |
| Іспанія                          | X        |          | X        |             | X        |          |          |             | 3      |
| Італія                           |          |          | X        | X           |          |          |          |             | 2      |
| Казахстан                        | X        |          |          |             |          |          | X        | X           | 3      |
| Канада                           |          |          | X        | X           |          |          | X        |             | 3      |
| Киргизстан                       |          |          | X        |             |          |          |          |             | 1      |
| Китай                            |          |          |          | X           | X        | X        |          |             | 3      |
| Колумбія                         | X        |          |          |             |          |          |          |             | 1      |
| Коста-Рика                       | X        |          |          |             |          |          |          |             | 1      |
| Кот-д'Івуар                      |          |          |          |             |          |          | X        |             | 1      |
| Куба                             |          |          |          | X           |          | X        |          | X           | 3      |
| Ліван                            |          |          |          |             |          | X        |          |             | 1      |
| Марокко                          |          |          | X        |             | X        |          |          | X           | 3      |
| Мексика                          | X        | X        |          |             | X        |          |          | X           | 4      |
| Нігерія                          |          | X        |          | X           |          |          |          |             | 2      |
| Нідерланди                       |          |          | X        |             |          |          |          |             | 1      |
| Нова Зеландія                    |          | X        | X        |             |          | X        |          |             | 3      |
| Папуа Нова Гвінея                |          |          |          |             | X        |          |          |             | 1      |
| Перу                             |          | X        |          |             |          |          |          |             | 1      |
| Польща                           |          | X        |          |             |          |          |          |             | 1      |
| Росія                            | X        |          |          | X           | X        |          |          | X           | 4      |
| Самоа                            |          |          |          | X           |          |          |          | X           | 2      |
| Сенегал                          |          |          |          |             |          | X        |          |             | 1      |
| Сербія                           |          | X        |          |             |          | X        |          | X           | 3      |
| Словенія                         |          |          |          | X           |          |          | X        | X           | 3      |
| США                              |          | X        | X        |             |          | X        | X        |             | 4      |
| Таджикистан                      |          |          | X        | X           |          |          |          |             | 2      |
| Тайланд                          | X        |          |          |             | X        | X        |          |             | 2      |
| Китайський Тайбей                | X        |          |          |             | X        | X        |          |             | 3      |
| Туніс                            |          |          |          |             |          |          |          | X           | 1      |
| Туреччина                        |          | X        |          | X           |          |          | X        |             | 3      |
| Узбекистан                       |          | X        |          | X           |          |          |          | X           | 3      |
| Україна                          |          | X        |          |             |          |          |          | X           | 2      |
| Фінляндія                        |          |          |          |             |          | X        |          |             | 1      |
| Франція                          |          |          |          |             |          | X        |          | X           | 2      |
| Хорватія                         |          |          |          |             | X        | X        |          |             | 2      |
| Центральноафриканська Республіка |          | X        |          |             | X        |          |          |             | 2      |
| Чилі                             |          |          |          |             |          | X        |          |             | 1      |
| Швеція                           | X        |          |          |             |          |          | X        |             | 2      |
| Південна Корея                   | X        |          |          | X           |          |          | X        | X           | 4      |
| Ямайка                           |          |          |          | X           |          |          |          |             | 1      |
| Японія                           |          |          |          |             | X        | X        |          |             | 2      |
| Всього: 59                       | 15       | 16       | 16       | 15          | 15       | 16       | 16       | 16          | 134    |